# Chung Tai Shan
Chung Tai Shan is een boeddhistische kloosterorde die zijn hoofdkwartier in Republiek China (Taiwan) heeft. Het is in 1987 gesticht door de geestelijke Wei Chueh. Het hoofdklooster Chung Tai Chanklooster/中台禪寺 was klaar in september 2001. Het is een van de grootste boeddhistische kloosters in Republiek China (Taiwan). De tempel is ligt in Puli in centraal Taiwan en heeft een uiterst modern uiterlijk.
De tempelorde volgt het traditionele Chinese Chan-boeddhisme. Chung Tai Chan heeft nu meer dan negentig meditatiecentra en tempels in eigen land en in het buitenland. Het heeft onder andere zes tempels in de Verenigde Staten (Californië, Texas, Washington en Oklahoma), één in Hongkong, één in Australië (Victoria), één in Thailand (Bangkok) en één op de Filipijnen (National Capital Region).
Wei Chueh is een groot voorstander van de een-Chinapolitiek en verwelkomt maandelijks vele hoogwaardige bezoekers uit het vasteland van China.